# Onze-Lieve-Vrouw van Zeven Weeënkerk

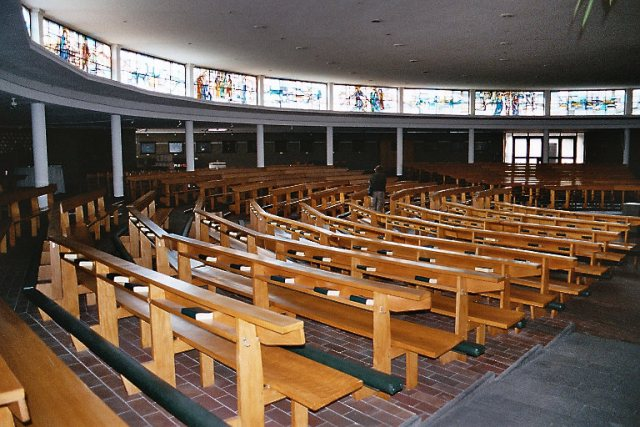
Interieur van de Onze-Lieve-Vrouw van Zeven Weeënkerk

De Onze-Lieve-Vrouw van Zeven Weeënkerk is een parochiekerk in de tot de Oost-Vlaamse gemeente Zele behorende wijk Kouter, gelegen aan Koevliet.

## Geschiedenis
De Zusters van de Heilige Vincentius a Paulo vestigden zich hier en in 1829 werd een hospitaal gebouwd dat zij beheerden. In 1841 werd hierin een kapel ingezegend. In 1902 werd, naar ontwerp van Alphonse Depauw, naast het oude een nieuw hospitaal gebouwd. De oude kapel werd in 1906 afgebroken en in 1908 werd een nieuwe kapel gebouwd. In 1956 werd deze tot openbare kapel verheven en, toen in 1963 de Kouterparochie werd opgericht, werd de kapel als voorlopige parochiekerk gebruikt. In 1968 werd de kapel gesloopt en op deze plaats werd in 1970-1971 een nieuwe kerk gebouwd naar ontwerp van Paul Van Maele en Herman Van Acker. Het oude hospitaal, inclusief de kapel, werd gesloopt.

## Gebouw
Het betreft een ronde bakstenen zaalkerk met plat dak in de stijl van het naoorlogs modernisme. De kerk heeft een vrijstaande open klokkentoren, uitgevoerd in staalprofiel.
Het kerkmeubilair dateert van de 2e helft van de 20e eeuw.